# تو بهار منی
تو بهار منی (کره‌ای: 너는 나의 봄; لاتین‌نویسی اصلاح‌شده: Neoneun Naeui Bom) یک مجموعهٔ تلویزیونی کره جنوبی به کارگردانی جونگ جی هیون است. در این مجموعه سو هیون جین، کیم دونگ ووک، یون پارک و نام گیو ری ایفای نقش کردند. این مجموعه داستان سه شخصیت اصلی را دنبال می‌کند که با آسیب‌های دوران کودکی خود مقابله می‌کنند. تو بهار منی از ۵ ژوئیه تا ۲۴ اوت ۲۰۲۱، روزهای دوشنبه و سه‌شنبه ساعت ۲۱:۰۰ (کی‌اس‌تی) از تی‌وی‌ان پخش شد. تو بهار منی همچنین برای استریم در نتفلیکس در مناطق منتخب قابل دسترسی است.

## بازیگران

### اصلی
- سو هیون جین در نقش کانگ دا جونگ[۶]

سی و چهار ساله. یک مدیر کانسیرژ هتل و در پشت بام ساختمان گوگو زندگی می‌کند.
- کیم دونگ ووک در نقش جو یونگ دو[۷]
  - چوی یون جه در نقش جوانی جو یونگ دو[۸]

روانپزشکی که می‌خواهد مردم را به زندگی تشویق کند.
- یون پارک در نقش چه جون/دکتر Ian Chase

مدیر عامل یک کمپانی سرمایه‌گذاری. او به کانگ دا جونگ علاقهٔ یک طرفه دارد.
- نام گیو ری در نقش آن گا یونگ

بازیگری که به خاطر یک تجربهٔ بد، از عشق می‌ترسد.

### مکمل

#### اطرافیان کانگ دا جونگ
- اوه هیون-کیونگ در نقش مون می-ران

مادر کانگ دا-جونگ که مغازهٔ پیتزا فروشی را اداره می‌کند.
- کانگ هون در نقش کانگ ته-جونگ

برادر کوچکتر کانگ دا-جونگ
- پارک یه-نی در نقش هو یو-کیونگ

همکار هتلدار کانگ دا-جونگ، او به یک مدرسهٔ خارجی رفته‌است و به زبان انگلیسی مسلط است.
- کیم یه-وون در نقش پارک اون-ها

دوست صمیمی کانگ دا-جونگ و صاحب کافه.
- ها مین در نقش پارک چول-دو[۱۳]

دوست صمیمی کانگ دا-جونگ و برادر دوقلوی پارک اون-ها
- پارک جونگ-ووک در نقش جونگ-بین

مدیر کانسیرژ هتل، دستیار کانگ دا-جونگ
- جانگ سونگ-هون در نقش منشی چو

منشی خوش‌تیپ برای مهمانان وی‌آی‌پی هتل

#### اطرافیان جو یونگ دو
- بک هیون-جو در نقش اوه می-کیونگ

مادر جو یونگ-دو، او یک پرستار است.
- لی هه-یونگ در نقش گو جین-بوک

سرپرست تیم کارآگاه سومین تیم قوی ایستگاه پلیس پونگ‌جی.
- یون جی-اون در نقش پارک هو

جوانترین کارآگاه تیم سه در ایستگاه پلیس پونگ‌جی.
- کیم سو-کیونگ در نقش چون سونگ-وون

بنابر اعلام خود یک تهیه کنندهٔ نابغهٔ سرگرمی. بهترین دوست جو یونگ-جو.
- جی سونگ-هیون در نقش سو ها-نول

دامپزشکی که بیمارستان حیوانات در ساختمان گوگو را اداره می‌کند. دوسا جو یونگ-دو که ظاهری گرم و مهربان دارد.

#### اطرافیان آن آه یونگ
- پارک سانگ نام در نقش پاتریک / ریو سوک جین.[۲۰]
- هوانگ سونگ اون در نقش جین هو

یک بوکسور سابق و مربی فیتنس.

#### سایر بازیگران
- یون سانگ جون در نقش مین آه ری[۲۲]

### حضور ویژه
- کیم نام هی در نقش بازیگر (قسمت ۹–۱۰)[۲۳]
- گو گون هان در نقش جون هو، دوست‌پسر سابق اون ها (قسمت ۹)